# إشارة تغليف فيروس كورونا

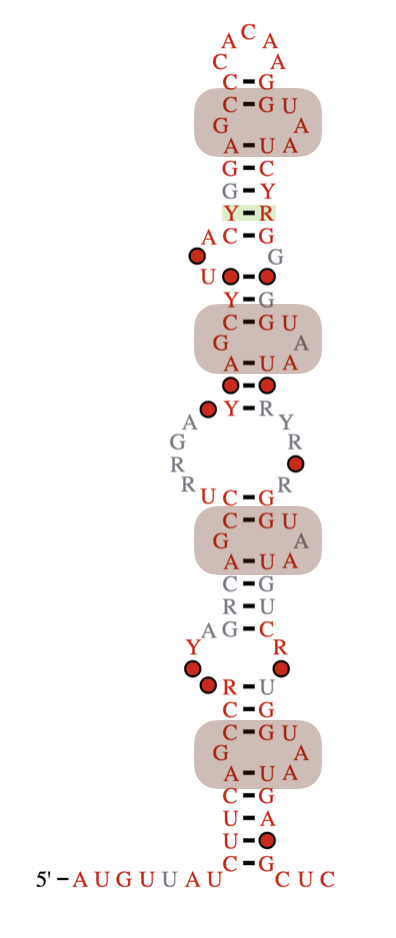
التسلسل المحفوظ والبنية الثانوية المتنبئ بها لإشارة تعبئة فيروس كورونا

إشارة تغليف أو تجميع أو تعبئة فيروس كورونا (بالإنجليزية: Coronavirus packaging signal)‏ هي عنصر تنظيم مقرون [الإنجليزية] محفوظ يتواجد في فيروسات كورونا بيتا (وهي جنس من عائلة فيروسات كورونا)، ولها دور مهم في تنظيم تعبئة الجينوم الفيروسي داخل القفيصة. كجزء من دورة حياة الفيروس داخل الخلية المصابة، يصبح الجينوم مرتبطا ببروتينات فيروسية ويتجمع إلى فيروسات نسلية جديدة معدية. تسمى هذه العملية بالتغليف والتعبئة وهي أساسية لتضاعف الفيروس.
توجد إشارة التغليف في جينوم الرنا مفرد السلسلة موجب الدلالة، وتتآثر مع بروتيني الغشاء والقفيصة النووية لضمان التغليف الانتقائي للرنا الفيروسي إلى فيرونات جديدة.
عنصر الرنا هذا منحفظ في فيروسات أمبيكو (Embecovirus) (المعروفة سابقا بالنسب A من فيروسات كورونا بيتا) والتي تشمل فيروس كورونا الفأري، فيروس كورونا البقري، وفيروسات كورونا البشرية مثل: كوف-HKU1 وكوف-OC43. هذا العنصر غائب في الأنساب الفيروسية الأخرى التي طوَّرت إشارات تغليف مختلفة، وعلى سبيل المثال هو غير متواجد في سارس-كوف وسارس-كوف-2 (خلافا لبعض الادعاءات التي تم إثبات خطئها).
تملك إشارة التغليف بنية رنا ثانوية منحفظة تتميز بأربع أنماط حلقات داخلية تسلسلها AGC/GUAAU. داخل الجينوم الفيروسي تتواجد إشارة التغليف في البروتين اللابنيوي 15 وتشفر عديد ببتيد يتواجد على سطح البروتين اللابنيوي 15. يؤدي حذف إشارة التغليف أو إحداث طفرات تُخل ببنيتها الثانوية ولا تخل بتشفيرها للببتيد إلى فقدان اختصاصها بوظيفة التغليف. في نفس الوقت، نقل إشارة التوجيه إلى مكان آخر من الجينوم لم يُحدث تأثيرا سلبيا على تغليف الفيروس.

## الموقع
يختلف موقع إشارة التغليف في جينومات فيروس كورونا حسب النوع. يمكن أن تتواجد في فيروس أمبيكو في تسلسل جين الريبليكاز 1b المشفر للبروتين اللابنيوي 15 وهي حلقة جذعية طولها 100 نوكليوتيد. وتملك بعض تسلسلات فيروس كورونا البقري وفيروس كورونا الأرنبي HKU14 [الصينية] (كلاههما ينتمي إلى القبيل A من فيروسات كورونا بيتا) هذه الحلقة الجذعية في جين الريبليكاز 1a الذي يشفر البروتين اللابنيوي 3 كذلك وبالتالي تملك إشارتي تغليف. تتواجد إشارة التغليف لدى فيروس التهاب المعدة والأمعاء الساري الخنزيري في المنطقة غير المترجمة 5' وطولها حوالي 500 نوكليوتيد وتحتوي معظم تسلسل الجين المشفر للبروتين اللابنيوي 1. إشارة التغليف الخاصة بـTGEV وفيروسات ألفا وبيتا الأخرى (سارس-كوف، ميرس-كوف والفيروسات الأخرى التي لا تنتمي إلى القبيل A) يمكن أن تكون لها صلة بالحلقة SL5 في المنطقة غير المترجمة 5' التي تملك تسلسلا متكررا. إشارة تغليف فيروسات غاما غير معروفة، وقد تكون إشارة التغليف لبعض فيروسات دلتا (مثل فيروس كورونا البلبلي HKU11 [الصينية]) بين التسلسلات التي تشفر البروتينين اللابنيويين 13 و14 من جين الريببليكاز 1b.‏